# Schefflera rigida
Schefflera rigida är en araliaväxtart som först beskrevs av Carl Ludwig von Blume, och fick sitt nu gällande namn av Hermann August Theodor Harms. Schefflera rigida ingår i släktet Schefflera och familjen araliaväxter.
Artens utbredningsområde är Java. Inga underarter finns listade.